# Gabriel Mureșan
Gabriel Mureșan (ur. 13 lutego 1982 roku w Sighișoarze) – rumuński piłkarz występujący na pozycji pomocnika. Od 2014 jest zawodnikiem zespołu ASA Târgu Mureș.

## Kariera klubowa
Profesjonalną karierę rozpoczął w trzecioligowym klubie Lacul Ursu Mobila Sovata. W 2004 roku został piłkarzem Gaz Metan Mediaș. W debiutanckim sezonie w najwyższej klasie rozgrywkowej rozegrał 12 meczów, w których zdobył 3 bramki. Po zakończeniu sezonu 2004/2005 postanowił odejść do Glorii Bystrzyca. Po dwóch latach gry w tej drużynie został kupiony za około 300 tysięcy euro przez CFR 1907 Cluj. W 2013 przeszedł do Tomu Tomsk. W 2014 roku został zawodnikiem ASA Târgu Mureș.

## Kariera reprezentacyjna
W reprezentacji Rumunii zadebiutował 2 czerwca 2007 roku w meczu przeciwko Słowenii (2:1).

## Sukcesy
- Mistrzostwo Rumunii (3): 2008, 2009, 2012
- Puchar Rumunii (3): 2008, 2009, 2010
- Superpuchar (2): 2009, 2010